# Dionizy (Sosnowski)
Dionizy, imię świeckie: Pawieł Iwanowicz Sosnowski (ur. ok. 1859 w guberni tambowskiej, zm. 1918 w Wiatce) – rosyjski biskup prawosławny.

## Życiorys
W 1883 ukończył seminarium duchowne w Tambowie. Przez dwa lata pracował następnie jako nauczyciel w wiejskiej szkole. 3 października 1885 został wyświęcony na diakona jako mężczyzna żonaty. W 1888 jego żona zmarła. Podjął wówczas wyższe studia teologiczne w Moskiewskiej Akademii Duchownej, kończąc je z tytułem kandydata nauk teologicznych w 1892. 8 maja 1892 złożył wieczyste śluby mnisze, przyjmując imię zakonne Dionizy, zaś 25 maja tego samego roku został wyświęcony na hieromnicha. Przez cztery lata służył w szkole duchownej w Warszawie jako nadzorca. W 1896 został podniesiony do godności archimandryty i skierowany do pracy w seminarium duchownym w Irkucku w charakterze jego rektora. Od 1901 do 1908 był przełożonym Pustelni Nikoło-Tieriebieńskiej.
14 września 1908 miała miejsce jego chirotonia na biskupa czelabińskiego, wikariusza eparchii orenburskiej. Ceremonia odbyła się w Ławrze św. Aleksandra Newskiego, z udziałem metropolity petersburskiego i ładoskiego Antoniego, biskupa fińskiego i wyborskiego Sergiusza i innych konsekratorów. Natychmiast po przyjeździe do eparchii orenburskiej biskup wstąpił do Związku Narodu Rosyjskiego. Twierdził, że organizacja ta wyraża prawdziwego ducha ludu rosyjskiego, pełnego przywiązania do prawosławia. Ducha tego przeciwstawiał postawie inteligencji, która jego zdaniem straciła więź z rosyjskością. W czasie służby w eparchii orenburskiej hierarcha pełnił de facto funkcję zastępcy kolejnych jej ordynariuszy - biskupów Joachima i Teodozjusza, rzadko przebywając w Czelabińsku.
W 1914 biskup Dionizy został przeniesiony do eparchii kiszyniowskiej, jako jej wikariusz z tytułem biskupa izmaelskiego. Wiosną 1918, po przyłączeniu Besarabii do Rumunii i włączeniu eparchii kiszyniowskiej do Rumuńskiego Kościoła Prawosławnego hierarcha musiał wyjechać z dotychczasowego miejsca pobytu. Wrócił do Rosji i w tym samym roku zmarł. Ks. Michaił Polski w swoim opracowaniu poświęconym duchownym prawosławnym zamordowanym w czasie wojny domowej w Rosji zaliczył biskupa Dionizego do jej ofiar, podając jako miejsce śmierci Wiatkę i twierdząc, że hierarcha został zamordowany przez bolszewików. Metropolita Manuel (Lemieszewski) w swoim słowniku biograficznym hierarchów rosyjskich wskazał jako miejsce śmierci Kijów.
Rosyjski Kościół Prawosławny poza granicami Rosji ogłosił Dionizego (Sosnowskiego) świętym. Jego kult funkcjonuje również, na poziomie lokalnym, w eparchii  odeskiej Ukraińskiego Kościoła Prawosławnego Patriarchatu Moskiewskiego.